# Colina (Chili)
Colina is de hoofdstad van de Chileense provincie Chacabuco in de regio Región Metropolitana. Colina telde 146.207 inwoners in 2017 en heeft een oppervlakte van 971 km².